# Alslevgård (Alslev Sogn)
 For alternative betydninger, se Alslevgård. (Se også artikler, som begynder med Alslevgård)
Alslevgård er en gammel hovedgård i Alslev Sogn (Faxe Kommune).
Den tilhørte fra 1300-tallet i henved 300 år adelsslægten Grubbe. Den første kendte ejer er en Bo Jensen Grubbe, der nævnes 1328, og som døde i 1349 på vej hjem fra det hellige land. I 1355 nævnes af hans sønner Bent, Jon og Esbern til Alslevgård. Den ejedes senere af Evert Grubbe, formentlig disse brødres nevø, som 1386-1400 skrev sig til Alslevgård. Hans søn, Peder Grubbe skrev sig dertil 1426-52.
Af hans børn skrev den senere rigskansler og rigsråd Evert Grubbe sig i 1463 til Alslevgård og ligeledes Niels Grubbe 1479-1503. I 1512 nævnes »Grubbes børn« (den sidstnævntes) af Alslevgård, og af dem arvede Laurids Grubbe (død kort efter 1516) Alslevgård. Han var i 1507 Roskildebispens lensmand på Lekkende og 1513-16 foged på Tryggevælde. Fra ham fik hans søn Laurids Grubbe (død før 3. december 1561) og dennes søn Knud Grubbe (død 1600) gården. Sidstnævntes eneste barn, datteren Hilleborg Grubbe (død 1613), giftede sig i 1602 med Sivert Grubbe til Hofdal i Skåne (død 1636).
Alslevgård var da af Knud Grubbe pantsat til Peder Munk til Estvadgård, men ved kongens mægling indløstes den af Sivert Grubbe, der vistnok senere solgte til sin søster Merete (Margrethe) Eilersdatter Grubbe (død 1656), gift med Knud Urne til Årsmarke (nu Knuthenborg) (død 1622).
Af deres børn skrev Frederik Knudsen Urne (død 1658) sig i 1624 til Alslevgård; men han blev samme år købt ud af sin bror, den senere rigsmarsk Jørgen Knudsen Urne (død 1642). Hans søn Christian Jørgensen Urne (død 1667) skrev også til Alslevgård, der dog tilfaldt broderen Otto Urne (død 1659).
Otto Urne solgte i 1653 Alslevgård til Knud Ulfeldt Christoffersen til Svenstrup (død 1657), hvis søn Christoffer Ulfeldt (død 1670) arvede gården. Hans enke Sophie Amalie Krag (død 1710) bragte i et nyt ægteskab Alslevgård til Otto greve Rantzau til Asdal (død 1719). Han solgte den i 1698 til etatsrad Christen Skeel til Vallø (død 1709), der i 1699 fik kongelig bevilling at omdanne Alslevgård hoved- og sædegårde til bøndergods, for at han kunne have flere bønder knyttet til Tryggevælde, som han ogsa ejede.
I 1716 solgtes Alslevgård og Tryggevælde hovedgårde til Peder Benzon til Gjeddesdal (død 1735), der i 1718 mageskiftede gårdene til Frederik 4. mod Vibygård (Ramsø Herred). I 1747 solgte Frederik 5. ved en offentlig auktion Alslev og Tryggevælde hovedgårde til Peter Johansen Neergaard, der dog allerede 1751 videresolgte dem til Adam Gottlob greve Moltke; han henlagde dem som allodialgods til grevskabet Bregentved. I A.G. Moltkes tid blev Alslevgårds bedste jorder, der stødte til Alslev by, lagt til byen, og en del af hovedgårdsjorden mageskiftedes med jord fra Tågerup, således at en ny hovedgård (også kaldet Nygård) med oprettedes og opbyggedes som forpagtergård, mens Alslevgårds gamle hovedgardsbygninger blev nedrevet.
Alslevgård hørte derefter under Bregentved indtil grevskabets overgang til fri ejendom 1922, hvor der i henhold til Jordlovene af 1919 blev stillet jord til rådighed for staten, hvorpå der blev oprettet fire selvstændige husmandsbrug og syv tillægsparceller. Alslevgård selv blev overtaget af Statens Jordlovsudvalg, der i 1924 solgte gården til Johan Viggo Selchau-Hansen (død 1947) (forpagter fra 1898). I 1942 overgik Alslevgård til dennes søn Knud Christian Selchau-Hansen. Knud Christian Selchau-Hansen overdrager den 30 år senere, i 1972, til sin datter Kirsten Selchau-Hansen gift Hansen-Hoeck.
Den 1. marts 1979 erhverves Alslevgaard af den nuværende ejer Carsten J. Boserup.